# ボクの手の中の楽園
『ボクの手の中の楽園』（ぼくのてのなかのらくえん）は、2009年3月27日にキャラメルBOXより発売されたアダルトゲーム。
離島に漂着した記憶喪失の青年・ユウが、島の住人たちと触れ合いながら日常生活を送るが、狂人の発生という重大事件に関わることで失われた記憶を取り戻し、忌まわしい過去を清算するという物語である。
本作の世界観は、同ブランドの3作目『シャマナシャマナ 〜月とこころと太陽の魔法〜』と同じであるとされており、暦の表記も同一となっている。また、妖精リウ・ニスなどの民俗的な共通点もうかがえる。
2010年3月5日にはダウンロード版が発売された。

## 登場人物

### 主人公
ユウ
性別：男（身長：175cm）
乗っていた船が難破し、海岸に漂着した青年。分不相応な腐食銀製の大きな両手剣を背負っているが、剣の使い手には見えない。難破した際のショックが原因と思われる記憶喪失で、自分の名前以外の自分に関する情報を失っている。
家事能力に長け、テア宅での居候時は家事一切を行っていた。
過去、ベネディクトの実験台にされていたことがある。ミドルトンの騎士精鋭部隊「皇帝の番人（ヴェヒター）」の一員。和平会議の際、帝国側の護衛として戦艦ビスマルクに乗船しており、その際イェルクやエリノアと会っていた。
非契約魔法が使える。魔法行使時には周囲に鱗粉のようなものを散らし、背に蝶の羽が出現する。通常時は陰の片羽である（これが実験台時代の関係者から彼が「できそこない」「失敗作」と呼ばれる理由か）が、死後も彼の傍らで見守ってきたルファが力を貸すと陰陽の一対の羽となる。
金と青のオッドアイだが、普段は眼鏡（がんきょう）をかけて茶色に見せている。また、この眼鏡は、太陽光線に弱い彼の眼を保護する役目も持つ。
選択したルートによって記憶の戻り具合が異なる。その度合いは、テア ＞ エリノア ＞ クリス ＞ ルーツィエ である。また、いずれのルートでも最後は選択したヒロインと旅に出ることになる。

### ヒロイン
テア・ボールシャイト（声優：風音）
性別：女（身長：166cm　B：81　W：59　H：80）
薔薇騎士団の若き団長。兄の形見の長剣と父の形見の短剣を用いた二刀流で、剣の達人。その反面、家事能力はさっぱりである。感情を表に出すことも不得手。
自宅の中では度々下着姿で歩き回り、その度にユウからたしなめられている。
実はミドルトン帝国北方の領主だったレステッド家の生き残りである。
彼女のルートでは、騎士団団長の職を辞してユウと旅立つことになっていた（旅立ちの前日の場面で終了）。
エリノア・ベッシュ（声優：春乃伊吹）
性別：女（身長：168cm　B：90　W：58　H：89）
薔薇騎士団団員。テアに勝るとも劣らない剣の達人で、隊長格の実力を持っているが、特に役に就くことはせずに単独で行動している。
実は祝福コルン王都の騎士ブラウンシュヴァイク家の娘で、コルンの騎士精鋭部隊「王都の雀蜂（ホルニッセ）」の一員。
彼女のルートでは、ユウのことを父の敵として追っていたことが明らかになったが、彼が何故そうするに至ったのかを心から理解して彼を許すに至る。そうして、騎士団（と「雀蜂」）を辞してユウと旅立った。
テアルートでは、テアの団長退任後は一番隊隊長に就いた。
クリスティアーネ・デューリング（声優：かわしまりの）
性別：女（身長：155cm　B：71　W：50　H：70）
薔薇騎士団副団長。エーデル領主デューリング家の娘で、実力の割に高い地位にいるのはそのため。しかし、自らはそれを良しとせず、努力を惜しまない。
本人は否定しているが、状況や人員配置の把握能力に長けており、副団長の職務は十分に果たせている（とユウやエリノアは見ている）。
団員みんなの妹的存在。
実はベネディクトの実験台のひとりで、しかも「最高傑作」であることが、彼女のルートにて彼自身の口により言及されている。また、彼によると「母親に生き写し」とのことでもある。
彼女のルートでは、騎士団副団長の職を辞してユウと旅立つことになっていた（旅立ちの直前の場面で終了）。
ルーツィエ・クーリー（声優：桜坂かい）
性別：女（身長：158cm　B：84　W：57　H：82）
冒険者（魔法使い）。ティム・アルノルトという偽名で宿に逗留し、何事かの調べ物をしている。その関係で、薔薇騎士団本部にある図書館にもよく出入りしている。
本人は身分詐称に成功しているつもりだが、周囲にはバレバレである。
小動物とある程度の意思疎通が可能。小さい頃はそのことで周囲から孤立していた。
その頃に旅をしていたユウとルファに出会い、魔法使い、ひいては「番人」になることを勧められる。また、魔法使い（更には「皇帝の目」の一員）となった自分の今の姿をユウに見せたいというのが、彼女が旅をしていた理由のひとつでもある。
実はミドルトン帝国の貴族クーリー家の出身。魔法使いを志したことで、実家とは縁を切られたようである。
彼女が行使する魔法は召喚魔術で、使い魔はシィ（ハリネズミのような姿をしている）。

### サブキャラクター
シュテラ・ベーエ（声優：渡部由美）
性別：男（身長：147cm）
鉄騎士団団員で、第二隊隊長。軽い性格だが、実力はかなりのもの。漂着したユウにも気安く接してくれる。薔薇騎士団の団員とも良好な関係を築いている。
任務中に度々テアの自宅に入り込み、夕食の残りを片付けている。
実は男装の女性。レステッド家の教育係で、テアやイェルクとともにレステッド領を脱出しエーデルに渡ってきた。
クリスルートでは、レステッド領の動乱の原因をデューリング父子と見抜き、仇として剣を向けた。
エリノアルートでは、体温が下がったユウを人肌で暖めて助けるため、裸でユウと同衾していた（「テアと交代で」シュテラ談）。これが、シュテラが女性であることを明らかにした唯一のシーンである。
ヴァーリア・クーニッツ（声優：岬友美）
性別：女（身長：163cm）
祝福コルン宮中伯で、エーデル領主デューリング伯の監視のためにエーデルに派遣されているが、本人はあまりそちらには関心がない。
身分を隠して旧市街の宿屋「珊瑚亭」に逗留している。また、護衛として付けられている薔薇騎士団団員が面倒だからと撒いたり出し抜いたりしており、かなり自由奔放な様子である。
医術と魔術に長けており、そちら方面の研究に余念がない。記憶喪失になったユウにも関心を向けている。
ディルク・アヒレス
性別：男（身長：180cm）
鉄騎士団団長。前団長のイェルクが死去したことにより団長となったため、かなりの負い目を感じており、そのためイェルクの妹テアが率いる薔薇騎士団を目の敵にしていた。
その関係から、テアが保護したユウにもいい感情を持っていなかったが、ある事件でユウから「私怨と町の平和のどちらが大切か」と諭され、それ以降は個人的にも組織的にも良好な関係を築く。
本来は実力も高く、豪放な性格で鉄騎士団を統率している剛の者である。
ベネディクト・デューリング
性別：男（身長：170cm）
エーデル領主で、クリスの父親。
実は錬金術師で、過去、腐食銀を人体に用いるという禁断の研究を行っており、そのことを恨んでいたアロイスに殺害された。（エリノアルートではゲルノートによって殺害）
イェルク・ボールシャイト
性別：男（身長：178cm）
鉄騎士団前団長。和平会議に祝福コルン側の護衛として随行した際に嵐に巻き込まれ命を落とす。テアの兄。
実は沈んだ戦艦ビスマルクからは脱出したが、その際に負った傷が元で命を落とした。エリノアによると、脱出以降1年半は生存しており、その間はブラウンシュヴァイク家にて保護されていた模様である。
テアと同じく、レステッド家の生き残りである。
ルファ（声優：遠野そよぎ）
性別：女
ユウやアロイスとともにベネディクトの実験台にされていた少女。死後、蝶となりユウを見守っていた。ユウと同じく金と青のオッドアイ。
和平会議の際はユウやゲルノートと同じ身分（「番人」）で戦艦ビスマルクに乗船していたが、狂人発生の混乱に乗じゲルノートに殺害された。
ユウの持っている両手剣は彼女の形見である。
テアルートの終盤、ゲルノートと対峙したユウに力を貸し、彼の背に陰陽一対の蝶の羽を出現させた。（通常は陰の片羽）
アルマ・ボーゼ（声優：てんかわののみ）
性別：女
薔薇騎士団団員で、第二隊隊長。
テアが騎士団を辞めた後、団長に就任した。
彼女に限らず、ヒロイン以外の薔薇騎士団の団員は名前が明らかになってもウィンドウの名前表示は「女性騎士」のままであった。
カルラ（声優：？）
性別：女
薔薇騎士団団員で、第三隊隊長。テアの所属していた隊の隊長だったこともある。
デリア（声優：？）
性別：女
薔薇騎士団団員。第四隊隊員。
フィネ（声優：？）
性別：女
薔薇騎士団団員。第七隊隊長。
イレーネ（声優：？）
性別：女
薔薇騎士団団員。所属隊不明。
ロミルダ（声優：？）
性別：女
薔薇騎士団団員。隊には未所属の見習い騎士。
ハイディ（声優：？）
性別：女
薔薇騎士団団員。第八隊隊員。
ベルタ・ビンツス（声優：？）
性別：女
薔薇騎士団団員。第二隊隊員。
イルゼ（声優：？）
性別：女
薔薇騎士団団員。第二隊隊員。
カミラ（声優：？）
性別：女
薔薇騎士団団員。第二隊隊員。
エトウィン・デーニツ
性別：男
鉄騎士団団員。第五隊隊員。
ハンス
性別：男
鉄騎士団団員。第五隊隊員。
ベーレント
性別：男
鉄騎士団団員。第五隊隊長。
アロイス・デューリング（声優：皇帝）
性別：男
ユウやルファとともにベネディクトの実験台にされていた青年。ベネディクトの長男。亡くなったとされていたが、じつは諸国を回って動乱のタネを蒔き続けていた模様である。
女性のような容姿と声を持つが、れっきとした男性。現に、人手を集めるため黒マントで顔などを隠して船員宿を回っていたことがあるが、周囲からは女性と思われていた。
ベネディクトを殺害した後、ユウに殺された。
デューリング夫人（声優：？）
性別：女
ベネディクトの妻で、クリスやアロイスの母。彼女も夫の実験台にされており、病で臥した末に幼いアロイスの目前で光となって消滅した。
ゲルノート・ベステル
性別：男
六年戦争の際はミドルトン帝国の傭兵だったが、その実力でのし上がり、和平会議の際は「番人」の隊長となっていた。
その後、アウラーという偽名を使って祝福コルンの「雀蜂」団長となり、エーデルにてユウと再会することとなる。
その正体は、ユウやルファ、アロイスとともにベネディクトの実験台にされていた少年が「自分はゲルノートだ」と思い込み、彼に成り切ってしまった姿であった。六年戦争時には既に入れ替わっており、本当にゲルノート・ベステルという人物が存在していたのかどうかも定かではない。
カスパル・ブラウンシュヴァイク
性別：男
祝福コルンの騎士団精鋭部隊「雀蜂」の団長（和平会議の時点で）。エリノアの父親。
和平会議の際の狂人発生時に狂人となり、ユウに殺害された。
バルドゥイーン・ドーレス
性別：男
エリノアの後見人。様々な情報に通じていて情報提供者ともなっている。見た目は軽い中年男性、といった感じ。
実は、コルンの元騎士にして元「雀蜂」。エリノアの身を案じており、彼女のルートではユウに彼女のことを託した。
女将（声優：木林森）
性別：女
狩人の夫とともに町で宿屋「珊瑚亭」を営んでいる。接客全般担当。ふくよかで、穏和な性格をしている。
狂人と化した夫に殺害された。
双子の妹が近所に住んでいる。見た目も非常にそっくりなので、一卵性双生児と思われる。
彼女（妹）が姉夫婦の死後、珊瑚亭の営業を引き継いだ。
ご主人
性別：男
妻である女将とともに町で宿屋「珊瑚亭」を営んでいる。食材調達・調理担当。女将とは対照的に細身で痩せている。
狩人でもあり、森に入って仕留めた獲物を宿屋で自ら調理して客に振る舞ったりしていた。
物語の序盤から徐々に狂人と化し、宿泊客や妻を殺害するが、最後はユウによってとどめを刺され、その亡骸は蝶に持ち去られた。

## 用語
祝福コルン王国
大陸の大半を治める新興国家。
ミドルトン帝国
祝福コルン王国と敵対していた国家連合体。
六年戦争
ミドルトン帝国の内乱及び、ミドルトン帝国と祝福コルン王国との戦争を合わせた呼称。別名“血の刃鎌戦争”とも呼ばれる。
エーデル
物語の舞台となる島。戦前は独立国家だったが、現在は祝福コルン王国の領邦となっている。
腐食銀
錬金術師が追い求める、文字通り腐食した銀。とても希少な物質で、小国すら買い取れるほどの価値を持つ。
アルテファクト
腐食銀を用いて作られた武具の総称。ユウの両手剣やテアの長剣・短剣もアルテファクトである。
蝶
伝説上の生き物。この生物が見えることが、魔術師になる資質とも言われている。
狂人（くるいびと）
ある日突然、狂ったように人を襲うようになった人間のこと。常人とは思えないほどの腕力と反射神経を持つ。
エーデル薔薇騎士団
エーデルの昼間の治安を預かる、女性のみで構成された騎士団。団長はテア・ボールシャイト。
エーデル鉄騎士団
エーデルの夜間の治安を預かる、男性のみで構成された騎士団。団長はディルク・アヒレス。
皇帝の番人（ヴェヒター）
ミドルトン帝国騎士団の精鋭部隊。また、その隊員を指すこともある。
皇帝の目
ミドルトン皇帝直属の監視機関。皇帝直属ということで、皇帝が変わると構成員も変わる。
王都の雀蜂（ホルニッセ）
祝福コルン騎士団の精鋭部隊。また、その隊員を指すこともある。

## スタッフ
- シナリオ：ほしまる
- キャラクターデザイン・原画：クロサキ
- CG監修：南 幸紀
- CG制作：アマクラ・夕燈 とび・柳・かやか・天乃 アト・南 幸紀
- SDキャラクターデザイン・原画：クロサキ
- 音楽制作：ZIZZ STUDIO
- 背景制作：倉田 憲一（獏プロダクション）・杉田 和昭（同）・杉浦 正一郎（アテネアート）・齋藤 信二（同）・大谷 正信（同）
- ムービー制作：神威 光司
- プログラム：綾河・なかまる・電柱一家
- スクリプト：ほしまる
- デザインワーク：デザインワークショップ スクアドラ
- キャスティング：榎本 覚（H.B STUDIO）・広江 義光（同）
- 音声収録：榎本 覚（H.B STUDIO）・河野 健祐（同）
- 音楽：ZIZZ STUDIO
- セールスプランニング：相馬 拓郎（ホビボックス株式会社）・小山 秀一（同）
- セールスプロモーション：村 敏彦（ホビボックス株式会社）・加藤 伸也（同）・小田 雅之（同）
- 販売営業：仕入販売部（ホビボックス株式会社）
- 広報：はむこ
- WEB広報：さじたひかる
- デバッグ：株式会社デジタルハーツ・キャラメルBOXスタッフ
- Special Thanks：銭取・ごきち・エノモト・もび子
- エグゼクティブプロデューサー：倉崎 克之（ホビボックス株式会社）・渡邊 憲博
- 制作協力：ホビボックス株式会社
- ディレクター：ほしまる
- プロデューサー：カヴ

## 主題歌
オープニングテーマ「Papiliones（パピリオーネース〔蝶たちよ〕」
作詞：江幡育子 / 作・編曲：大山曜 / 歌：いとうかなこ
エンディングテーマ「大地の唄」
作詞：江幡育子 / 作・編曲：大山曜 / 歌：いとうかなこ
挿入歌「遠き祈り」
作詞：江幡育子 / 作・編曲：大山曜 / 歌：いとうかなこ

## 関連商品
- ボクの手の中の温泉（入浴剤）：コミックマーケット75で販売された「激福袋」に封入されていた。
- オリジナルサウンドトラックCD「『ボクの手の中の楽園』オリジナルサウンドトラック」（HOBiRECORDS・2009年3月27日発売）
- ボクの手の中の楽園きせかえツール（携帯公式サイトのゲーマーズモバイル[2]で2009年3月27日発売）
- ボクの手の中の楽園 ビジュアルガイドブック（JIVE・2009年7月1日発売 ISBN 978-4-86176-690-9）